# Коннелл, Морин
Морин Коннелл (род. 2 августа 1931) — британская актриса.

## Личная жизнь
20 июля 1956 года Коннелл вышла замуж за британского кинорежиссёра, сценариста и продюсера Джона Гиллермина. С 1968 года они проживали в районе Лос-Анджелеса. У них было двое детей, Мишель и Майкл-Джон, последний из которых погиб в 1984 году в автокатастрофе в Траки, Калифорния.

## Избранная фильмография
- Золотая слоновая кость (1954)
- Порт Африка (1956)
- Восход луны (1957)
- Счастливчик Джим (1957)
- Город под судом (1957)
- Убей её нежно (1957)
- Снежный человек (1957)
- Бурный переход (1958)
- Человек наверху (1958)
- Рядом с отсутствием времени (1958)
- Завершающее прикосновение (1959)
- Никогда не отпускай (1960)
- Опасность на моей стороне (1962)
- Угонщик самолётов (1972)

## Телевидение
- Телевизионный театр ITV (1955)
- Приключения Скарлета Пимпернеля (1956) (Эпизод 4: «Повесть о двух косичках»)
- Шпионаж (сериал) («Снег на Каме», эпизод) (1964) (как Ева Марстон)
- Сериал «Опасный человек " («Вчерашние враги», серия 2, серия 1) Джо Даттон (1964)